# 西伯利亚蝮
西伯利亚蝮（学名：Gloydius halys）也称哈里斯蝮，一种分布于亚洲中北部地区的毒蛇，隶属于蝰科亚洲蝮属。

## 形态特征
指名亚种体型中等，成体全长55～60cm。身体底色存在较大差异，常见的有棕色、橄榄色、褐色等。体背两侧各有一列较为规则近圆形或方形斑块，边缘色深而中央色浅。头枕部有1“Y”形斑，前端分叉。眼后有较宽黑褐色眉纹，眉纹上缘个别有不明显白色条纹，下缘多镶白色条纹。

## 亚种
- 西伯利亚蝮指名亚种（学名：Gloydius halys halys），分布于俄罗斯、蒙古、哈萨克斯坦、吉尔吉斯斯坦、塔吉克斯坦、伊朗等地。在中国大陆，分布于黑龙江、内蒙古及新疆等地。该物种的模式产地在俄罗斯叶尼塞河上游。
- 西伯利亚蝮高加索亚种（学名：Gloydius halys caucasicus），分布于阿塞拜疆、土库曼斯坦、阿富汗、伊朗。该物种的模式产地在阿塞拜疆連科蘭。
- 西伯利亚蝮波氏亚种（学名：Gloydius halys boehmei），分布于阿富汗。该物种的模式产地在阿富汗巴格兰。

另有原有的华北亚种、阿拉善亚种现被升级为独立种－华北蝮（Gloydius stejnegeri）、阿拉善蝮（Gloydius cognatus）。

## 保护
本种于2023年被收录入《有重要生态、科学、社会价值的陆生野生动物名录》。